# NGC 466
NGC 466 è una galassia lenticolare situata nella costellazione del Tucano a una distanza di circa 227 milioni di anni luce dalla Terra.
Fu scoperta il 3 ottobre 1836 da John Herschel. Fa parte del gruppo di galassie denominato GG 019.